# Bestione superstar
Bestione superstar (The Wrestler) è un film del 1974 diretto da Jim Westerman, prodotto da Verne Gagne e da W.R. Frank, con protagonista Ed Asner.
Nel film appaiono numerosi lottatori, molti dei quali all'epoca erano sotto contratto con la federazione American Wrestling Association di proprietà di Gagne.
La pellicola presenta il wrestling come un vero sport competitivo, mantenendo sempre l'illusione che i vari match siano realmente combattuti e non abbiano un esito già predeterminato in partenza. Per rafforzare questa tesi, ad un certo punto del film, vengono citati i nomi di alcuni lottatori morti sul ring o a seguito di infortuni riportati durante un incontro.

## Trama
Il promoter di wrestling Frank Bass deve fare i conti con i problemi e le pressioni nel dirigere una federazione di wrestling, dovendo costantemente scovare nuovi talenti e far quadrare il bilancio. Inoltre, ultimamente l'uomo di punta della compagnia, il campione Mike Bullard non è più quello di una volta, in quanto inizia a risentire dell'età che avanza, e ci sono forti pressioni affinché venga sostituito da un wrestler più giovane. Un possibile rimpiazzo è Billy Taylor, prossimo sfidante al titolo del campione. Bass si incontra con vari altri promoter di altre federazioni per dare vita a una sorta di "Super Bowl del Wrestling". Alla fine, Frank Bass decide di non cedere alle pressioni esterne e sostiene l'anziano campione Bullard la sera del suo match contro il giovane Billy Taylor.

## Curiosità
- I promoter incontrati da Frank nella scena relativa al "Super Bowl" del wrestling erano veri dirigenti della National Wrestling Alliance, incluso Vincent McMahon Sr., il fondatore della WWE.
- La futura leggenda del ring Ric Flair è accreditato nei titoli di coda del film come "Rick" Flair.